# Сокілець (Вінницький район)
Сокіле́ць — село в Україні, у Немирівській міській громаді Вінницького району Вінницької області. Населення становить 853 особи.
У селі знаходиться парк-пам'ятка садово-паркового мистецтва місцевого значення Сокілецький парк.

## Історія
Станом на 1885 рік у колишньому власницькому селі Печарської волості Брацлавського повіту Подільської губернії мешкало 782 особи, налічувалось 140 дворових господарств, православна церква й школа.
1892 існувало 143 дворових господарства, проживало 1027 мешканців.
За переписом 1897 року кількість мешканців зросла до 1177 осіб (589 чоловічої статі та 588 — жіночої), з яких 1146 — православної віри.
1905 року у селі, що належало К. К. Потоцькому, існувало 200 дворових господарства, проживало 1271 мешканець, існувала православна церква, церковно-приходська школа й 2 водяних млини.
З 1917 — у складі УНР. З 1921 — стабільний більшовицький режим. З 1941 по 1943 село перебувало у складі цивільної адміністрації Райхскомісаріату Україна.
У селі проводилися натурні зйомки кінострічки Петра Марусика «Женихи» (1985), під час яких у Сокільці перебували Федір Стригун, Богдан і Остап Ступки, Валерія Заклунна.

### Гринько Сокілецький— прообраз легендарного Грегора Вороновича («Грегора з Вороновиці»)
Батьком Олександра Кміти і, ймовірно, батьком Петра Немирі Бакотського, дідом Немирі, Казарина, Митка, їх сетри N. Резановичів і Абрама Звенигородського, міг бути реальний історичний персонаж, Гринько Сокілецький, адже деякі його нащадки називалися Вороновицькі: Бик Олександрович названий Бик (по Папроцькому і Кояловичу, Юрій) Вороновицький, а в іншому місці — Кмітин брат, який отримав 10 коп с корчом Вруцьких. Відомо, що до Сокілецької волості додавав Гриньку Федір Коріатович Вороновицю: « …А к тои к Соколецьскои волости придала ѥму наша старь|шаѧ братьѧ и мы… Вороновицю…» (це сучасна Вороновиця — селище міського типу у Вінницькому районі Вінницької області України), яка, напевно, отримала назву від річки Воронка. Тут відома і діброва «Воронна», яка згадується, наприклад, в поділі Ободенських і Вороновицьких ґрунтів від 7 квітня 1617 року. Вже сучасний білоруський історик А. Груша знайшов в Національному історичному архіві Білорусі це унікальне джерело з історії Поділля кінця XIV століття — підтвердну грамоту 1391 року господаря Подільської землі Федора Коріатовича привілею, наданого Костянтином і Федором Коріатовичами воєводі Гриньку на право володіння містом Сокілець, Сокілецькою волостю, а також окресленими в грамоті прилеглими землями. А. Груша опублікував текст грамоти, ґрунтовні та детальні коментарі щодо тексту, згадуваних осіб та історичних обставин, зокрема, ідентифікував більшість із вказаних у грамоті населених пунктів. На сайті НІАБ знаходиться фотокопія оригіналу грамоти на пергаменті. Соколецька волость з центром в місті Сокілець, дана пану Гриньку — це, без сумніву, сучасний Сокілець (укр. Сокілець) — село в Україні, знаходиться в Немирівському районі Вінницької області. Місто Немирів, можливо, і заклали Немиричі (швидше за все «панъ Немирѧ Бакотьскии»). Адже, в ярлику Кримського хана Менглі-Гірея Литовському великому князю Сигізмунду 1506—1507 рр., який на думку деяких дослідників дублював ярлик ще самого Мамая, зокрема, серед інших, є і місто Немир: «Ябу городокъ, Балыклы, Карасунъ, городокъ Дашовъ, городищо Тушинь, Немиръ, Мушачъ, Ходоровъ, со всими ихъ выходы и зъ данми, и зъ землями и водами». Унікальність знахідки і в тому, що в грамоті Федора Коріатовича згадана теща Гринька — княгиня Андріянова Вінницька, яка передала йому і своїй дочці землі:
«А также теща ѥго кнѧгини Андриѧнова ѧ Вѣиницьска ѧ оуздала пану | Гринькови и своимъ дѣтем своѧ села перед нами и передо всею нашею радою и с нашею волею на имѧf: село Микулиньцѣ, Лѣтыню, Во|нѧчинъ, Дешковцѣ, Стрѣжевку, и со всѣмъ с тымъ, што к тому прислушаѥть — то также ѥму вѣчно ѥсть и ѥго послѣдко м. А то все | дали ѥсмы пану Гринькови и ѥго дѣтем и с тым жь правомъ, как и Соколецьскую волость».
«Мы, кнѧз Федоръ Корьѧтович, Б(о)жьею м(и)л(о)стью дѣдичь и господарь Подольскои земли, чинимы свѣдочно симъ листомъ всѧкому доброму, кто жь на сесь листъ посмотрит или оуслышит его чтучы.

Ажъ оузрѣвши и познавши наша старѣишаѧ братьѧ, кнѧз Костѧнтинъ, и мы, кнѧзь Федоръ, пана Гринькову вѣрною службу, нашего вѣрног(о) слугы, ажъ вѣрно послужилъ и нашои братьи, и намъ и дали ѥсмы ѥму с нашимъ братом со кнѧзем с Костѧнтиномъ за ѥго вѣрную службу городъ Соколець оу дѣднину и въ вотнину и дѣѣтем ѥго, и ѥго послѣдкомъ и съ селы, и съ данью, и съ винами, и съ суды, и съ пересуды, и съ мыты, и со всѣмъ, и с тымъ правомъ, как братья наша и мы имѣли. А то свѣдчимы симъ листом, што жь панъ Гринько привильѧ имѣлъ ѿ нашеи старшеѣ братьи на тотъ город на Соколець и на татъ е села, што оу семъ листѣ написано стоить, ажь пакъ по грѣху городъ ѥму с тыми привильи сгорѣлъ, а мы пак ѥму того потвердили и покрѣпили симъ нашим привильѥмъ и дали ѥсмы ѥму на то своѧ такаѧ жь привильѧ, как и ѿ нашеи старшеи братьи имѣлъ. А дали ѥсмы ѥму границю к тому городу к Сокольцю ѿ Чжюнькова доловъ Росью по ѧ, а ѿ Плискова доловъ Роскою ажь до оустьѧ, а ѿ верха Кропивноѣ ажь до оустьѧ, а ѿ оустьѧ Кропивѿноѣ доловъ Богомъ ажь до оусть Собу, а ѿ Дашевцовъ доловъ Собомъ ажь до оустьѧ Собу, а ѿ Звинигорода дали ѥсмы ѥму границю ажь по Конелыи. И со всѣми и с тыми потокы, што в тые рѣкы текуть, и со всѣмиѣ и с тыми селы, што по тымъ рѣкам сѣдѣть и по тыхъ потокохъ, и съ лѣсы, и с поли, и съ дубровами, и со всѣми с тыми вжиткы, што к тому прислушаеть».
У даному фрагменті згадано Соколець та окреслено Соколецьку волость. Це – найдавніша документально зафіксована інформація про адміністративно-територіальну структуру Поділля.
Соколець XIV ст., який дав назву Соколецькій волості, в історичній літературі ідентифікується неоднозначно. Позначивши на карті три подібні до Сокільця топоніми, що знаходяться у межах карти, автор дотримується думки, що згадане у грамоті місто Соколець – це нинішнє с. Сокілець Немирівського р-ну Вінницької обл.
с. Сокілець (Немирівський р-н Вінницької обл.);
c. Сокільці (Гайсинський р-н Вінницької обл.);
с. Соколівка (Жашківський р-н Черкаської обл.).
А. Груша висловив бажання порівняти дату грамоти – 1391 рік – із датами заснування населених пунктів, наведених в “Історії міст та сіл Української РСР”, але том ІМІС “Вінницька область” був йому недоступний. Згідно з ІМІС с. Сокілець Немирівського р-ну відоме з XV ст. Соколець – адміністративний центр – знаходиться не посередині, а на периметрі Соколецької волості. Майже всі межі території (окрім межі по Бугу) окреслені як басейни річок. Враховуючи слова “и с тыми потокы, што в тые рѣкы текуть…”, можна вважати, що до Соколецької волості належали:.
– землі навколо р. Рось від витоків з усіма притоками до р. Торч (включно);
– землі навколо р. Соб з усіма витоками та притоками та землі у басейні р. Кропивна.
– на початку 90-х років XIV ст. на землях, підвладних Коріатовичам, існувала адміністративна одиниця із назвою Соколецька волость;
– східною межею Соколецької волості була р. Конела.
Соколець згадано: у “Списке русских городов дальних и ближних”: “Браслаль. Соколечь. Звенигород. Черкасы…” (Тихомиров М.. Список русских городов дальних и ближних// Исторические записки., М., 1952. – Т. 40. –С. 218) та у “Списку міст Свидригайла”: “Czirkassy, Zwinihrod, Sakolecz…” (Список міст Свидригайла). М. Грушевський локалізував "Соколець на Браславщині (Грушевський М. Історія України-Руси. .– К., 1993.– Т. 6. – С. 86). О. Мальченко згадує такі Сокільці”: 1) с. Сокілець Немирівського р-ну Вінницької обл.; 2) с. Сокілець на р. Ушиці (Дунаєвецький р-н Хмельницької області). Дослідник вважає, що саме цей населений пункт згадано у списку міст Свидригайла; 3) с. Соколівка Жашківського р-ну Черкаської обл. (щоправда, його історію він починає з кінця XVI ст.) (Мальченко О. Укріплені поселення Брацлавського, Київського і Подільського воєводств (XV – XVII ст.). – К., 2001, – C. 258–259).
Відповідно до Розпорядження Кабінету Міністрів України від 12 червня 2020 року № 707-р «Про визначення адміністративних центрів та затвердження територій територіальних громад Вінницької області» село Монастирок увійшло до складу Немирівської міської громади.
19 липня 2020 року, внаслідок адміністративно-територіальної реформи та ліквідації Немирівського району, село увійшло до складу Вінницького району.

## Населення

### Мова
Розподіл населення за рідною мовою за даними :
| Мова            | Кількість | Відсоток |
| --------------- | --------- | -------- |
| українська      | 826       | 96.84%   |
| російська       | 21        | 2.46%    |
| румунська       | 3         | 0.35%    |
| білоруська      | 1         | 0.12%    |
| інші/не вказали | 2         | 0.23%    |
| Усього          | 853       | 100%     |

## Видатні уродженці
- Сметанський Микола Іванович — доктор педагогічних наук, професор.

## Галерея
|                               |
| Вигляд на млин вниз за течією |

|                                                        |
| Вигляд на руїни головної будівлі млина вгору за течією |

| |
| Залишки транспортної стрічки, якою здійснювалося переміщення зерна та борошна між млином та складом. На задньому плані будівля складу |

|                                        |
| Фрагмент фасаду головної будівлі млина |